# José Samyn
José Samyn (Quiévrechain, 11 mei 1946 – Gent, 30 augustus 1969) was een Frans professioneel wielrenner. Zijn belangrijkste overwinning was een rit in de Ronde van Frankrijk van 1967.

## Loopbaan
Als amateur won hij in 1965 het Frans Militair Kampioenschap. Hij was ook de eerste winnaar van de GP Fayt-le-Franc. Op 25 augustus 1969 botste hij tijdens een wegwedstrijd in het Belgische Zingem tegen een overstekende toeschouwer. Samyn werd met ernstig hersenletsel opgenomen in het Academisch Ziekenhuis van Gent, waar hij vijf dagen later overleed.
Na Samyns dood werd de GP Fayt-le-Franc omgedoopt in Le Samyn.

## Belangrijkste overwinningen
1967
11e etappe Ronde van Frankrijk
GP Denain
1968
8e etappe deel A Parijs-Nice
GP Fayt-le-Franc
1969
Ronde van de Oise

## Resultaten in voornaamste wedstrijden
| Jaar | Ronde van Italië | Ronde van Frankrijk | Ronde van Spanje |
| ---- | ---------------- | ------------------- | ---------------- |
| 1967 |                  | 17e (1)             |                  |
| 1968 |                  | uitgesloten         |                  |
| 1969 |                  | buiten tijd         |                  |

| Jaar | Milaan-San Remo | Parijs-Roubaix | Amstel Gold Race | Luik-Bast.‑Luik | Waalse Pijl | Parijs-Tours |  | Wereldranglijsten |
| ---- | --------------- | -------------- | ---------------- | --------------- | ----------- | ------------ |  | ----------------- |
| 1967 |                 |                |                  |                 | 34e         | Brons        |  |                   |
| 1968 | 46e             | 40e            |                  | 14e             | Zilver      | 83e          |  | 20e (SPP)         |
| 1969 | 17e             |                | 22e              |                 | 13e         |              |  |                   |

Wielerploegen van José Samyn
Aimar · 
Anquetil ·
Balagué ·
Bellone ·
Berland ·
Bolley ·
Crapez (tot 23/09) ·
Echávarri ·
Gautier ·
Genty ·
Ghisellini ·
Grosskost ·
Janssen ·
Leblanc ·
Legein ·
Novak ·
Pérez Francés ·
Pinault ·
Samyn (tot 30/08) · 
Schleck ·
Sels ·
Sohet ·
A. Vasseur ·
S. Vasseur ·
Wolfshohl · 
Wright · 
Yppersiel